# Neil Robertson

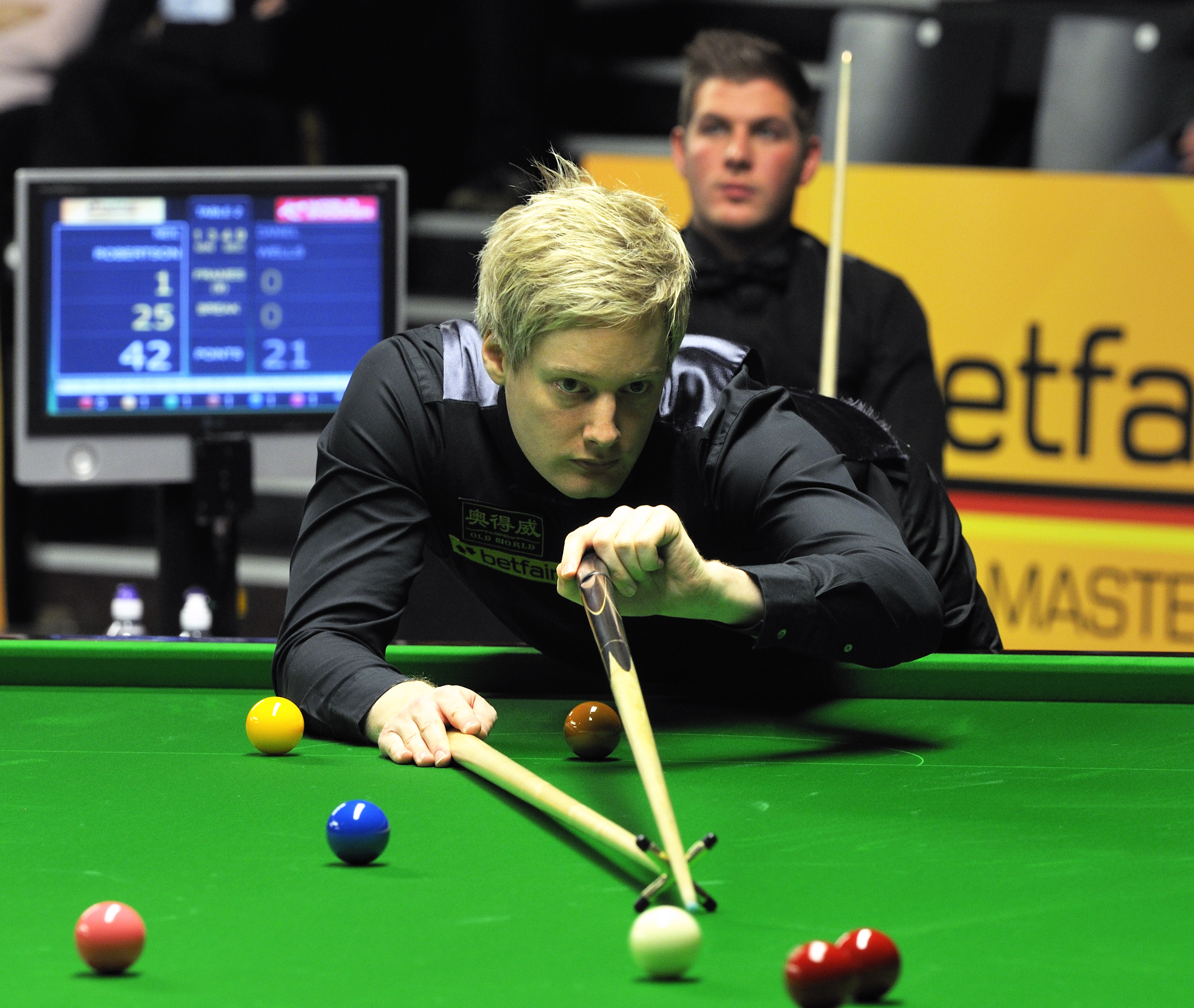
Neil Robertson (2013).

Neil Robertson (Melbourne, 11 februari 1982) is een Australische snookerspeler, die in 1998 zijn debuut maakte in het profcircuit. Hij werd in mei 2010 de eerste Australische wereldkampioen snooker ooit en daarmee ook de eerste speler in 30 jaar die niet uit een van de Britse eilanden komt. Robertson werd op 30 april 2014 ook de eerste speler ooit die honderd centuries maakte in één seizoen. Robertson is daarbij de enige Australische snookerspeler die een rankingtoernooi heeft gewonnen.

## Carrière
De linkshandige Robertson heeft als bijnaam The Melbourne Machine. Hij won in 2003 het IBSF World Under-21 Championship en domineerde een tijd het Australische snookerciruit. Zijn doorbraak in het internationale snooker volgde in het seizoen 2006/2007. Op 29 oktober 2006 veroverde hij zijn eerste rankingtitel door de Grand Prix op zijn naam te schrijven. Hij versloeg in de finale in Aberdeen Jamie Cope.
In 2007 won Robertson de Welsh Open, waarin hij in de finale Andrew Higginson versloeg met 9-8. Robertson kwam 6-2 voor, maar verloor in de tweede speelsessie zes frames op rij. In het laatste frame toonde hij zich toch de sterkste en werd daarmee de enige speler die in het seizoen 2006/2007 twee rankingtoernooien op zijn naam schreef.
Op de officiële wereldranglijst stond Robertson bij aanvang van het seizoen 2005/2006 op de 28ste plaats, het daaropvolgende jaar 13e en in 2007 stond hij op de zevende plaats. In competitie maakte Robertson in oktober 2007 zijn derde maximum-break (147 punten in één beurt), en in februari 2019 zijn vierde.
Bijzonder was zijn toernooizege op het Tour Championship 2022. Na een achterstand van 4-9 won hij de laatste zes frames tegen John Higgins, 10-9.

## Wereldkampioen
In 2010 werd Robertson wereldkampioen snooker. In de finale versloeg hij de wereldkampioen van 2006 Graeme Dott met 18-13. Eerder won hij in de kwartfinale met 13-5 van Steve Davis en in de halve finale met 17-12 van Ali Carter. Door het binnenhalen van de wereldtitel won Robertson 250.000 Engelse pond (± 287.000 euro) en steeg hij van de negende naar de tweede plaats op de wereldranglijst.

## 'Century of centuries'
Robertson werd op 30 april 2014 de eerste speler ooit die honderd centuries maakte in één seizoen. In de kwartfinale van het Wereldkampioenschap 2014 tegen Judd Trump maakte hij 11-11 door in één beurt 101 punten te maken. Dit was voor de Australiër zijn honderdste 'century' (beurt van 100+) dat seizoen.

## Belangrijkste resultaten

### Rankingtitels
| #   | Seizoen     | Toernooi                     | Verliezend finalist | Verliezend finalist | Score |
| --- | ----------- | ---------------------------- | ------------------- | ------------------- | ----- |
| 1.  | 2006 / 2007 | Grand Prix                   | Jamie Cope          | ENG                 | 9-5   |
| 2.  | 2006 / 2007 | Welsh Open                   | Andrew Higginson    | ENG                 | 9-8   |
| 3.  | 2008 / 2009 | Bahrain Championship         | Matthew Stevens     | WAL                 | 9-7   |
| 4.  | 2009 / 2010 | Grand Prix                   | Ding Junhui         | CHN                 | 9-4   |
| 5.  | 2009 / 2010 | Wereldkampioenschap          | Graeme Dott         | SCO                 | 18-13 |
| 6.  | 2010 / 2011 | World Open                   | Ronnie O'Sullivan   | ENG                 | 5-1   |
| 7.  | 2012 / 2013 | China Open                   | Mark Selby          | ENG                 | 10-6  |
| 8.  | 2013 / 2014 | Wuxi Classic                 | John Higgins        | SCO                 | 10-7  |
| 9.  | 2013 / 2014 | UK Championship              | Mark Selby          | ENG                 | 10-7  |
| 10. | 2014 / 2015 | Wuxi Classic                 | Joe Perry           | ENG                 | 10-9  |
| 11. | 2015 / 2016 | UK Championship              | Liang Wenbo         | CHN                 | 10-5  |
| 12. | 2016 / 2017 | Riga Masters                 | Michael Holt        | ENG                 | 5-2   |
| 13. | 2017 / 2018 | Scottish Open                | Cao Yupeng          | CHN                 | 9-8   |
| 14. | 2017 / 2018 | Riga Masters                 | Jack Lisowski       | ENG                 | 5-2   |
| 15. | 2018 / 2019 | Welsh Open                   | Stuart Bingham      | ENG                 | 9-7   |
| 16. | 2019 / 2020 | China Open                   | Jack Lisowski       | ENG                 | 11-4  |
| 17. | 2019 / 2020 | European Masters             | Zhou Yuelong        | CHN                 | 9-0   |
| 18. | 2019 / 2020 | World Grand Prix             | Graeme Dott         | SCO                 | 10-8  |
| 19. | 2020 / 2021 | UK Championship              | Judd Trump          | ENG                 | 10-9  |
| 20. | 2020 / 2021 | Tour Championship            | Ronnie O'Sullivan   | ENG                 | 10-4  |
| 21. | 2021 / 2022 | English Open                 | John Higgins        | SCO                 | 9-8   |
| 22. | 2021 / 2022 | Players Championship         | Barry Hawkins       | ENG                 | 10-5  |
| 23. | 2021 / 2022 | Tour Championship            | John Higgins        | SCO                 | 10-9  |
| 24. | 2024 / 2025 | English Open                 | Wu Yize             | CHN                 | 9-7   |
| 25. | 2024 / 2025 | World Grand Prix             | Stuart Bingham      | ENG                 | 10-0  |
| 26. | 2025 / 2026 | Saudi Arabia Snooker Masters | Ronnie O'Sullivan   | ENG                 | 10-9  |

### Minor-rankingtitels
| #  | Seizoen     | Toernooi                         | Verliezend finalist | Verliezend finalist | Score |
| -- | ----------- | -------------------------------- | ------------------- | ------------------- | ----- |
| 1. | 2011 / 2012 | Players Tour Championship - PTC6 | Ricky Walden        | ENG                 | 4-1   |
| 2. | 2011 / 2012 | Players Tour Championship - PTC8 | Judd Trump          | ENG                 | 4-1   |
| 3. | 2012 / 2013 | Players Tour Championship - ET2  | Jamie Burnett       | SCO                 | 4-3   |
| 4. | 2014 / 2015 | Players Tour Championship - ET6  | Mark Williams       | WAL                 | 4-0   |

### Niet-rankingtitels
| #  | Seizoen     | Toernooi              | Verliezend finalist | Verliezend finalist | Score |
| -- | ----------- | --------------------- | ------------------- | ------------------- | ----- |
| 1. | 2011 / 2012 | Masters               | Shaun Murphy        | ENG                 | 10-6  |
| 2. | 2012 / 2013 | General Cup           | Ricky Walden        | ENG                 | 7-6   |
| 3. | 2015 / 2016 | Champion of Champions | Mark Allen          | NIR                 | 10-5  |
| 4. | 2017 / 2018 | Hong Kong Masters     | Ronnie O'Sullivan   | ENG                 | 6-3   |
| 5. | 2019 / 2020 | Champion of Champions | Judd Trump          | ENG                 | 10-9  |
| 6. | 2021 / 2022 | Masters               | Barry Hawkins       | ENG                 | 10-4  |

### Wereldkampioenschap
Hoofdtoernooi (laatste 32 of beter):
| #   | Seizoen     | Editie  | Prestatie      | Extra                                   |
| --- | ----------- | ------- | -------------- | --------------------------------------- |
| 1.  | 2004 / 2005 | WK 2005 | Laatste 32     | Verloor van Stephen Hendry met 10-8     |
| 2.  | 2005 / 2006 | WK 2006 | Kwartfinale    | Verloor met 13-12 van Graeme Dott       |
| 3.  | 2006 / 2007 | WK 2007 | Laatste 16     | Verloor met 13-10 van Ronnie O'Sullivan |
| 4.  | 2007 / 2008 | WK 2008 | Laatste 16     | Verloor met 13-7 van Stephen Maguire    |
| 5.  | 2008 / 2009 | WK 2009 | Halve finale   | Verloor met 17-14 van Shaun Murphy      |
| 6.  | 2009 / 2010 | WK 2010 | Wereldkampioen | Won met 18-13 van Graeme Dott           |
| 7.  | 2010 / 2011 | WK 2011 | Laatste 32     | Verloor met 10-8 van Judd Trump         |
| 8.  | 2011 / 2012 | WK 2012 | Kwartfinale    | Verloor met 13-10 van Ronnie O'Sullivan |
| 9.  | 2012 / 2013 | WK 2013 | Laatste 32     | Verloor met 10-8 van Robert Milkins     |
| 10. | 2013 / 2014 | WK 2014 | Halve finale   | Verloor met 17-15 van Mark Selby        |
| 11. | 2014 / 2015 | WK 2015 | Kwartfinale    | Verloor met 13-12 van Barry Hawkins     |
| 12. | 2015 / 2016 | WK 2016 | Laatste 32     | Verloor met 10-6 van Michael Holt       |
| 13. | 2016 / 2017 | WK 2017 | Laatste 16     | Verloor met 13-11 van Marco Fu          |
| 14. | 2017 / 2018 | WK 2018 | Laatste 32     | Verloor met 10-5 van Robert Milkins     |
| 15. | 2018 / 2019 | WK 2019 | Kwartfinale    | Verloor met 13-10 van John Higgins      |
| 16. | 2019 / 2020 | WK 2020 | Kwartfinale    | Verloor met 13-7 van Mark Selby         |
| 17. | 2020 / 2021 | WK 2021 | Kwartfinale    | Verloor met 13-8 van Kyren Wilson       |
| 18. | 2021 / 2022 | WK 2022 | Laatste 16     | Verloor met 13-12 van Jack Lisowski     |
| 19. | 2022 / 2023 | WK 2023 | Laatste 16     | Verloor met 13-7 van Jak Jones          |
| 20. | 2024 / 2025 | WK 2025 | Laatste 32     | Verloor met 10-8 van Chris Wakelin      |

## Privé
Robertson woont deeltijds in het Engelse Cambridge, maar buiten het snookerseizoen woont hij in Melbourne, waar hij opgroeide. In mei 2010 werden Robertson en zijn Noorse partner Mille ouders van een zoon, Alexander.
Joe Davis · Walter Donaldson · Fred Davis · Horace Lindrum · John Pulman · John Spencer · Ray Reardon · Alex Higgins · Terry Griffiths · Cliff Thorburn · Steve Davis · Dennis Taylor · Joe Johnson · Stephen Hendry · John Parrott · Ken Doherty · John Higgins · Mark Williams · Ronnie O'Sullivan · Peter Ebdon · Shaun Murphy · Graeme Dott · Neil Robertson · Mark Selby · Stuart Bingham · Judd Trump · Luca Brecel · Kyren Wilson · Zhao Xintong